# (4920) Gromov
(4920) Gromov est un astéroïde de la ceinture principale.

## Description
(4920) Gromov est un astéroïde de la ceinture principale. Il fut découvert le 8 août 1978 à Naoutchnyï par Nikolaï Tchernykh. Il présente une orbite caractérisée par un demi-grand axe de 2,69 UA, une excentricité de 0,09 et une inclinaison de 2,4° par rapport à l'écliptique.

## Compléments